# Carl Holböck
Carl Holböck (* 3. Juli 1905 in Schwanenstadt; † 21. Oktober 1984 in Salzburg) war ein österreichischer Kirchenrechtler.

## Leben
Nach der Priesterweihe am 13. Juli 1930 in Salzburg und der Promotion 1940 zum Dr. iur. can. an der Pontificia Universitas Gregoriana lehrte er als außerordentlicher Professor für Kirchenrecht 1948–1950 und ordentlicher Professor 1950–1975. 1965/1966 war er Rektor der Universität. Er wurde 1975 emeritiert. Er ist in der Kollegienkirche in Salzburg bestattet.
Er war Ehrenmitglied der katholischen Studentenverbindungen KÖHV Rheno-Juvavia Salzburg und KÖHV Rupertina Salzburg im ÖCV.

## Schriften (Auswahl)
- Die Zivilehe. Die staatliche Ehegesetzgebung und die Kirche. Innsbruck 1950, OCLC 982525813.
- als Herausgeber: Tractatus de jurisprudentia Sacrae Romanae Rotae juxta decisiones quas hoc sacrum tribunal edidit ab anno 1909 usque ad annum 1946 et publicavit in voluminibus I–XXXVIII. Graz 1957, OCLC 611544184.
- mit Edmund Karlinger: Die Vorarlberger Bistumsfrage Geschichtl. Entwicklung und kirchenrechtliche Beurteilung. Graz 1963, OCLC 73487709.
- Kirche und Staat in der ersten und zweiten Republik. Inaugurationsrede gehalten am 11. Dezember 1965 an der Universität Salzburg. München 1967, OCLC 632859098.